# Battaglia della Fornarina
(il grido di aiuto della Fornarina per le vie del paese)
La battaglia della Fornarina è una battaglia avvenuta nel 1377 tra il comune di San Ginesio, Fermo e Marca Fermana.

## Antefatti
Tra il 1200 e il 1300, il libero comune di San Ginesio fu uno dei più potenti e temuti dell'intera Marca di Ancona, grazie alle varie vittorie militari contro la famiglia nobile sarnanese Brunforte, contro la Marca Fermana, Fermo e altri comuni. Dopo scontri militari tra Fermo, nella Marca Fermana e il comune, databili dal 1258 al 1306 e nel 1350 circa (quando i fermani ambivano a conquistare il comune), nel 1377 la loro disputa riesplose improvvisamente.

## Descrizione della battaglia
Durante la notte del 30 novembre del 1377 un consistente commando di mercenari fermani raggiunse la cinta muraria ginesina, attraversarono la "Porta di Brugiano", lasciata incustodita. Salendo la collina delle Cogge, per occupare il Colle San Giovanni, una fornaia che stava preparando il pane, sentì le truppe mercenarie e corse gridando aiuto. Le truppe ginesine e i civili, aiutati dalla fornaia che affrontò i nemici gettando loro in faccia della cenere, attaccarono gli invasori sovrastandoli. I primi Fermani, sopraffatti e accecati, urtarono la loro seconda linea militare, la seconda urtò la terza fino all'ultima linea. Dopo che lo squadrone di mercenari ruppe l'ordine, caddero da una ripida scogliera. Con la sconfitta dei mercenari, il comune mantenne la sua indipendenza.
Le dispute tra San Ginesio, Fermo e Marca Fermana, si conclusero definitivamente nel 1484, su diretto intervento di Papa Sisto IV, sollecitato dall'Archiatra ginesino Giacomo Solleciti.

## Rappresentazioni artistiche della battaglia

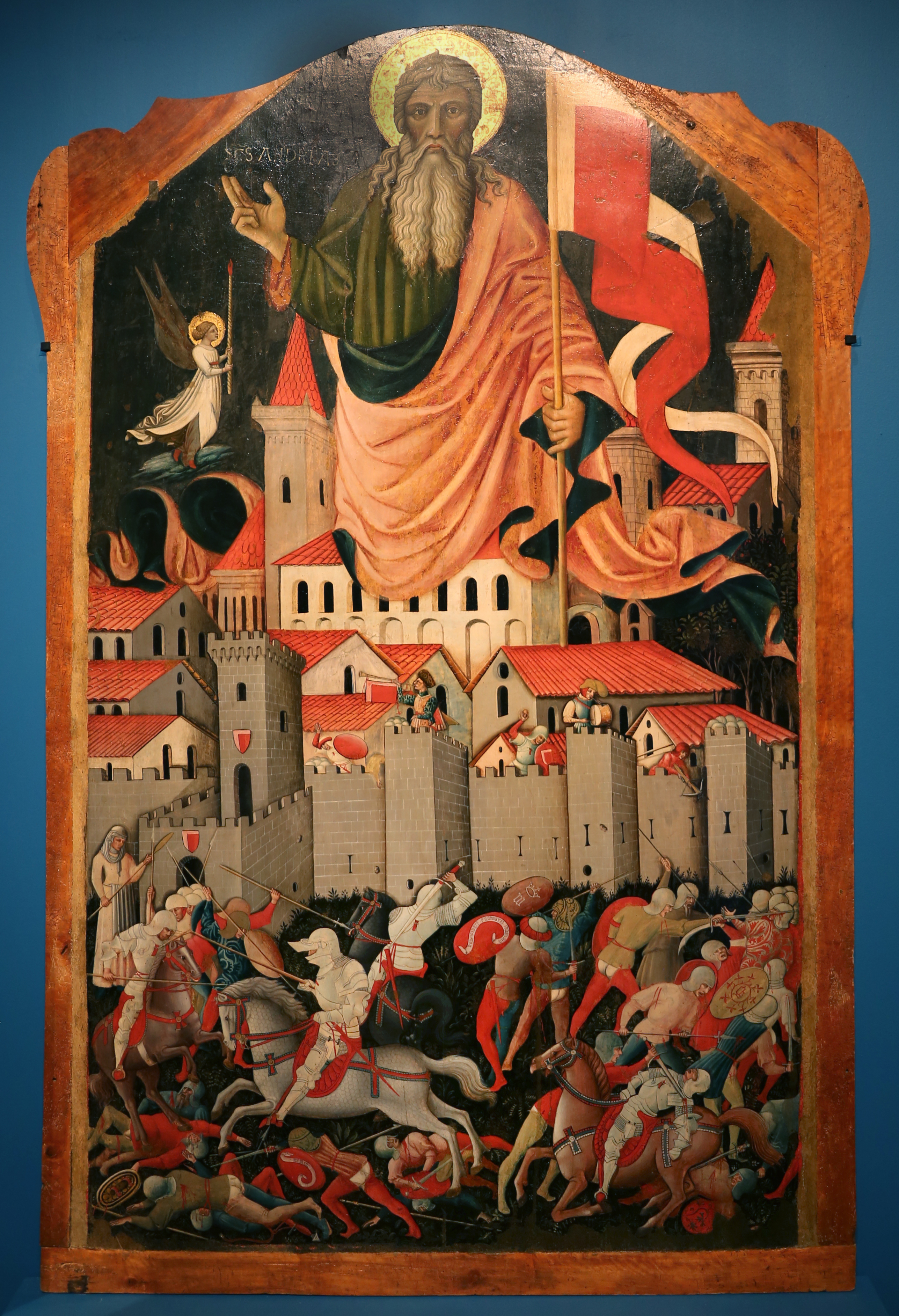
Sant'Andrea e la battaglia, 1463 ca.

Il Quadro di Sant'Andrea, un tempo nella chiesa di Sant'Agostino, conservato prima del terremoto del 2016 e del 2017 nel museo e pinacoteca Scipione Gentili, ora nell'auditorium Sant'Agostino di San Ginesio, rappresenta la battaglia storica avvenuta nel paese. Fu commissionata dal governo cittadino, circa un secolo dopo, probabilmente a Nicola d'Ulisse da Siena. L'autore del dipinto eternò la Fornarina nel gesto di prendere cenere e pala, isolata nel lato inferiore sinistro rispetto ai guerrieri. Sulla città murata campeggia l'imponente figura dell'apostolo Andrea.

## Ricorrenze della battaglia
Nello Statuto ginesino fu prescritto che il 30 novembre la Magistratura aveva il compito di recarsi, in forma solenne, nella chiesa di Sant'Agostino all'altare.
Tuttora la battaglia viene rievocata nel comune, sotto la festività "Medievalia".